# 奥斯特拉德
奥斯特拉德是德国石勒苏益格－荷尔斯泰因州的一个市镇。总面积17.09平方公里，总人口442人，其中男性231人，女性211人（2011年12月31日），人口密度26人/平方公里。